# Sbadiglio del mattino
Sbadiglio del mattino è un dipinto del 1913 del pittore norvegese Edvard Munch.

## Dettaglio
Il dipinto mostra una donna nuda, seduta sul bordo del suo letto, mentre sbadiglia.